# Необычное литературоведение
Необычное литературоведение — научно-популярная книга советского журналиста С. С. Наровчатова. В книге описываются основные понятия литературоведения, писатель рассматривает зарождение и развитие искусства слова от песенно-молитвенного модуса, присущего ранним формам религии, до оформившегося литературного процесса новейшего времени.

## Содержание

###### Танец Атыка
На примере праздника кита, справляемого чукчами после успешной охоты, писатель рассматривает самую раннюю стадию формирования единого нерасчлененного искусства танца, музыки и слова. Движения и жесты танца воссоздавали главные события на китовой охоте. Таким образом, на материале обряда современного народа, ведущего традиционный образ жизни, автор пытается проанализировать первобытное мышление (что современная этнология, безусловно, посчитала бы неправомерным переносом).

###### Забытый мир
Следующий этап развития слова и сюжета, а с ними и мышления их творцов — миф. Слитность, нерасчлененность мышления создателей мифов сохраняется по-прежнему, однако сюжеты становятся сложнее, образы многограннее. Отличием мифологического сознания от художественного является его простота, буквальный характер его образов.

###### Язык
Автор обращается к языкознанию и его основным понятиям — метафоре, метонимии, синекдохе, полисемии, синонимии, антонимии, термину и идиоме, архаизмам, варваризмам и неологизмам.

###### Фольклор
В фольклоре, устном народном творчестве, содержатся предтечи многих литературных жанров. Пословицы и поговорки не имеют развитого сюжета, характеризуя лишь конкретную ситуацию.

###### Запечатлённое слово
Автор перечисляет основные этапы развития письменности: пиктограммы, идеограммы, слоговое письмо (силлабарий), буквенно-звуковое письмо.

###### Письменность на Руси
Первыми популярными полухудожественными сюжетами стали апокрифы — библейские сочинения, не вошедшие в канон, и жития святых. По мнению автора в агиографии были зачатки новеллы, повести, романа. Появились сочинения энциклопедического характера — «Изборники», «Шестидневы», «Физиологи».

###### Древнерусское летописание
Повесть временных лет характеризуется не только как исторический документ, но еще и как художественное произведение. «Слово о полку Игореве» рассматривается как вершина художественной культуры XII века, оформившаяся в целях призыва к единению Руси перед лицом врага. Первые русские писатели — Илларион, Нестор, Кирилл Туровский, Даниил Заточник, анонимный автор «Слова о полку Игореве». 

###### Поэзия и проза. Роды и жанры
Писатель характеризует три рода поэзии: эпос, лирику и драму, а также два жанра — трагический и комедийный.

###### Как строится художественное произведение
Автор останавливается на понятиях архитектоники и композиции. 

###### Литературный процесс
Индивидуальный авторский стиль складывается из языка автора, приёмов письма, излюбленных средства изображения, особенностей синтаксиса. Ранние произведения порой отличаются от поздних, что может быть объяснено влиянием объективных факторов на творца. Все основные течения в литературе и искусстве являлись отражением процессов, происходящих в современном ему обществе. По мнению автора, все величайшие достижения литературы принадлежат реализму.

## Издания
По словам директора издательства «Молодая гвардия» Валерия Ганичева: «Ошеломляющий успех был у книги известного писателя Сергея Наровчатова „Необычное литературоведение“», что предопределило ее скорое переиздание.
Первые два издания выходили в серии «Эврика» издательства «Молодая гвардия» с иллюстрациями Н. Гришина, А. Колли и И. Чуракова.
- 1-е изд., — М.: Молодая гвардия, 1970. — 336 с.: ил. — (Эврика). — 100000 экз.
- 2-е изд., — М.: Молодая гвардия, 1973. — 396 с., 40 л. ил. — (Эврика). — 100000 экз.
- 3-е изд., — М.: Дет. Лит., 1981. — 366 с. — 100000 экз.